# Erich Hackl

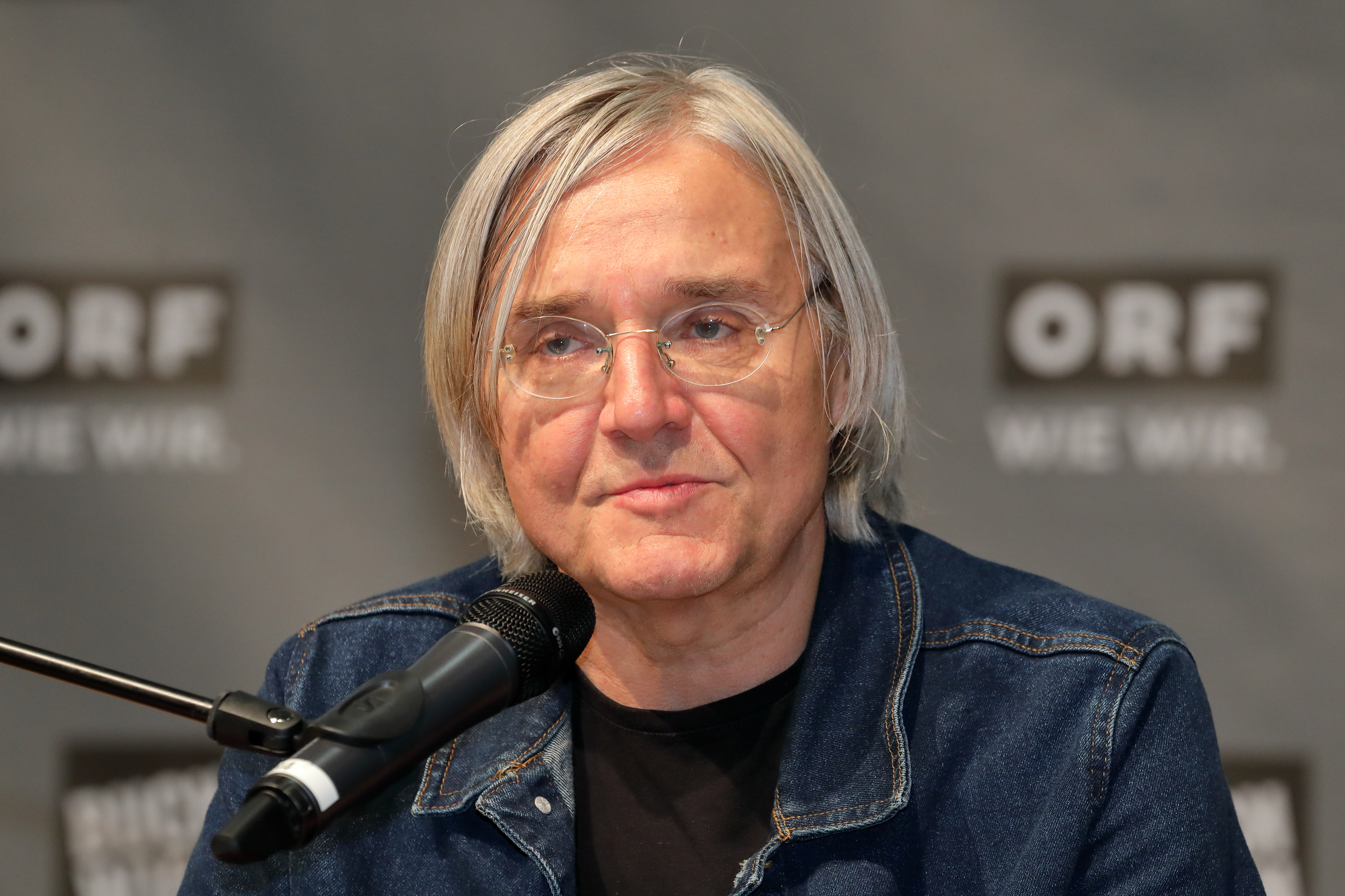
Erich Hackl (2018)

Erich Hackl (ur. 26 maja 1954 roku w Steyr, w Górnej Austrii) – austriacki pisarz i tłumacz literatury, twórca powieści i opowiadań. Jego prace zostały przetłumaczone na angielski, hiszpański, francuski i czeski. 

## Życiorys
Erich Hackl spędził swoje lata młodzieńcze w Steyr, w mieście, w którym rozgrywa się akcja "Pożegnania z Sydonią". Studiował germanistykę i iberystykę na uniwersytetach w Salzburgu, Salamance i Maladze. Od roku 1977 był wykładowcą języka niemieckiego i literatury austriackiej na uniwersytecie Complutense w Madrycie. W latach 1979 do 1983 nauczał języka niemieckiego i hiszpańskiego w Wiedniu, w latach 1981 do 1990 w Instytucie Romanistyki na Uniwersytecie Wiedeńskim. Od roku 1983 wykonuje wolny zawód pisarza. 

## Twórczość
- Auroras Anlaß. Opowiadanie, Diogenes Verlag, Zürich 1987
- Abschied von Sidonie. Opowiadanie, Zürich 1989
- König Wamba. Ein Märchen, Zürich 1991
- Sara und Simón. Eine endlose Geschichte, Zürich 1995
- In fester Umarmung. Geschichten und Berichte, Zürich 1996
- Entwurf einer Liebe auf den ersten Blick, Zürich 1999
- Abschied von Sidonie: Materialien zu einem Buch und seiner Geschichte, Zürich 2000
- Der Träumer Krivanek. Eine Geschichte zu Bildern von Trude Engelsberger, Salzburg 2000
- Die Hochzeit von Auschwitz. Eine Begebenheit, Zürich 2002
- Anprobieren eines Vaters. Geschichten und Erwägungen, Zürich 2004
- Als ob ein Engel. Erzählung nach dem Leben, Zürich 2007
- Familie Salzmann. Erzählung aus unserer Mitte, Zürich 2010

## Nagrody i wyróżnienia
- 1987 Aspekte-Literaturpreis
- 1991 Evangelischer Buchpreis za opowiadanie für Abschied von Sidonie - "Pożegnanie z Sydonią"
- 1991 Österreichischer Förderungspreis für Literatur
- 1994 Kulturpreis des Landes Oberösterreich
- 1995 Gerrit Engelke-Preis
- 1996 Bruno Kreisky-Preis für das politische Buch
- 1997 Premio Hidalgo
- 2002 Solothurner Literaturpreis
- 2002 Literaturpreis der Stadt Wien
- 2006 Ehrenpreis des österreichischen Buchhandels für Toleranz in Denken und Handeln
- 2007 Donauland Sachbuchpreis

## Literatura
- Herbert Domanski: Analysehilfen Erich Hackl "Abschied von Sidonie", Stuttgart u. a. 1999.
- Michael-Josef Richter: Intertextualität als Mittel der Darstellung in Erich Hackls Erzählungen, Berlin 1996.
- Frank Schulze Gespräch mit Erich Hackl über politische Literatur heute In: Peter Weiss Jahrbuch, St. Ingbert 2001, S. 132-140.
- Frank Schulze Erich Hackls dokumentarischer Blick. Eine neue Perspektive auf den Spanischen Bürgerkrieg In: Peter Weiss Jahrbuch, St. Ingbert 2001, S. 120-131.
- Georg Pichler (Hrsg.) Porträt Erich Hackl Mit Beiträgen von Humberto Ak'abal, Memo Ánjel, Lothar Baier, Alfredo Bauer, Patricia Cifre Wibrow, Karl-Markus Gauß, Belén Gopegui, Konstantin Kaiser, Fritz Kalmar, Ruth Klüger, Hans Landauer, Till Mairhofer, Sara Méndez, Kurt Neumann, Georg Pichler, Jorge A. Pomar, Frank Schulze, Peter Schultze-Kraft, Andreas Simmen und Walter Wippersberg. In: Die Rampe 3/05, Linz 2005
- Ursula Baumhauer (Hg.) Abschied von Sidonie von Erich Hackl. Materialien zu einem Buch und seiner Geschichte Zürich: Diogenes Verlag, 2000. ISBN 3-257-23027-3 Rezension: holocaust-education.de